# Armuño
Armuño es una aldea española situada en la parroquia de Lubre, del municipio de Bergondo, en la provincia de La Coruña, Galicia.

## Demografía
| Gráfica de evolución demográfica de Armuño entre 2000 y 2018 |
|                                                              |
| Datos según el nomenclátor publicado por el INE.             |

## Situación
La aldea se encuentra situada al borde de la ría de Betanzos, en la parroquia de Lubre, en el cruce de las carreteras de Bergondo y Sada rodeado de un extenso y espeso bosque. Tiene una población de 200 habitantes aproximadamente.
En el punto más alto de la zona se encuentra el crucero dedicado a las malasañas.

## Distribución
La aldea está dividida en 12 zonas, llamadas popularmente: A Cortiña, A Penela, As Gandariñas, O Rueiro, O Curro, Os Pelouriños, O Canle, Casas Novas, O Río, Cartas, Os Cubelos y Prado Grande.

## Puntos de interés
Destaca el Pazo de Armuño, muy reformado, pero en el que aún se conservan restos de los antiguos calabozos y de las murallas. Actualmente es de propiedad privada.
También se debe mencionar la fuente de Santiago o de la Virtud, cuya agua es, según la tradición popular, curativa, y que ahora se encuentra en el polígono de Bergondo. Muy cerca de esta fuente hay una zona frecuentada por personas para prácticas oscuras.

## Flora
O bosque da Fraga es un lugar de paseo interesante para los excursionistas, provisto de algunas extensiones de hierba semejantes a prados según avanza el camino. Este lugar ofrece un variado repertorio de árboles: pinos, robles, castaños, eucaliptos, abedules, mimosas, olivos, etc.
Dentro de este bosque destaca una zona situada en el linde en la que destacan árboles autóctonos como sauces y abedules, y por la que se puede disfrutar de un bonito laberinto de senderos entre los distintos árboles, lleno de rincones inolvidables para los botánicos.